# Gualaquiza
Gualaquiza – miasto we wschodnim Ekwadorze, w prowincji Morona-Santiago. Stolica kantonu Gualaquiza.
Przez miasto przebiega Droga Panamerykańska E45. W mieście się znajduje krajowy port lotniczy